# Aporophoba subaustralis
Aporophoba subaustralis är en fjärilsart som beskrevs av Emilio Berio 1976/77. Aporophoba subaustralis ingår i släktet Aporophoba och familjen nattflyn. Inga underarter finns listade i Catalogue of Life.